# Benno Fischer
Benno Fischer (20. března 1902 Chodov – 21. září 1981 Mnichov) byl československý politik německé národnosti a meziválečný poslanec Národního shromáždění za Sudetoněmeckou stranu.

## Biografie
V letech 1919–1922 pracoval jako elektrotechnik v elektrárenské firmě v Teplicích. V letech 1924–1925 v sklárně v Dolním Rychnově. V období let 1925–1930 působil na pozici vrchního montéra v železnárnách v Rotavě. Od roku 1930 pracoval na novostavbě železáren u Frýdku.
Od roku 1933 byl členem a funkcionářem SHF (předchůdkyně Sudetoněmecké strany). V parlamentních volbách v roce 1935 se stal za Sudetoněmeckou stranu poslancem Národního shromáždění. Poslaneckého křesla se vzdal 9. července 1938.
Povoláním byl soustružníkem kovů. Podle údajů z roku 1935 bydlel v Lískovci.
Od ledna 1939 byl členem NSDAP (místní skupina Fischern). Od roku 1941 byl vedoucím oddělení a ředitelem železáren v Rotavě. Byl funkcionářem Deutsche Arbeitsfront (Německé pracovní fronty). Po válce byl v letech 1945–1947 vězněn československými úřady na Pankráci, pak propuštěn. Do roku 1962 pracoval v kaolínce v Sedlci u Karlových Varů. Od roku 1968 bydlel v západoněmeckém Mnichově, kde zemřel roku 1981.